# Iluminación de seguridad
En el campo de la seguridad física, la iluminación de seguridad es la iluminación destinada a disuadir o detectar intrusiones u otras actividades delictivas que ocurren en una propiedad o sitio. También puede utilizarse para aumentar la sensación de seguridad. La iluminación es parte integral de la prevención del delito a través del diseño ambiental. Un estudio de 2019 en la ciudad de Nueva York encontró que la provisión de alumbrado público, un tipo importante de iluminación de seguridad, dio como resultado una "reducción del 36 por ciento en los delitos índice al aire libre durante la noche".

## Consideraciones de planificación
La iluminación de seguridad para evitar intrusiones puede ser contraproducente. Apagar las luces redujo a la mitad el número de robos y hurtos en Övertorneå, Suecia. Una prueba en West Sussex, Reino Unido, mostró que agregar iluminación durante toda la noche en algunas áreas hizo que las personas se sintieran más seguras, aunque las tasas de criminalidad aumentaron un 55% en esas áreas en comparación con las áreas de control y el condado en general.

A principios de los años setenta, el sistema de escuelas públicas de San Antonio, Texas, comenzó a dejar oscuros muchos de sus edificios escolares, estacionamientos y otras propiedades por la noche y descubrió que la política de no alumbrado no solo reducía los costos de energía sino que también reducía drásticamente el vandalismo.

Los reflectores brillantes y sin protección a menudo evitan que las personas se den cuenta de la actividad delictiva y ayudan a los delincuentes a ver lo que están haciendo.
Si bien se implementa una iluminación adecuada alrededor de una estructura física para reducir el riesgo de una intrusión, es fundamental que la iluminación se diseñe con cuidado, ya que la iluminación mal dispuesta puede crear un resplandor que en realidad obstruya la visión. Estudios han demostrado que muchos delincuentes son conscientes de este efecto y lo explotan activamente [cita requerida]. El diseño óptimo también dependerá de si el área será vigilada directamente por humanos o por un  circuito cerrado de televisión, y de la ubicación de los observadores o cámaras.
La iluminación de seguridad puede estar sujeta a vandalismo, posiblemente para reducir su eficacia en un intento de intrusión posterior. Por lo tanto, las luces de seguridad deben montarse muy alto o protegerse con una malla de alambre o pantallas de policarbonato resistente. Otras lámparas pueden estar completamente empotradas de la vista y el acceso, con la luz dirigida hacia afuera a través de un tubo de luz o reflejada desde un espejo de aluminio pulido o acero inoxidable. Por razones similares, las instalaciones de alta seguridad pueden proporcionar una fuente de alimentación de reserva para su iluminación de seguridad.
Algunas consideraciones típicas incluyen:
- Reducir y prevenir el deslumbramiento y las situaciones mencionadas anteriormente
  - Se pueden usar carcasas de lámparas blindadas o de corte completo (FCO) que ocultan la bombilla, que deben dirigir la luz hacia el suelo o el objetivo y lejos de los observadores. Estas luces no deben enviar luz por encima de los 80 grados del nadir . La iluminación debe ser lo suficientemente brillante y no "tan brillante como sea posible". En muchos casos, una buena regla general es 0,5 vatios por metro cuadrado (0,05 vatios por pie cuadrado). Es posible que esto deba aumentarse en entornos complejos, pero a la inversa puede reducirse en entornos muy abiertos. Múltiples lámparas de potencia moderada en lugar de unas pocas lámparas potentes reducirán el deslumbramiento, proporcionarán una iluminación más uniforme con menos sombras y brindarán cierta redundancia si la bombilla de una lámpara se funde o desarrolla un balastro defectuoso.
- Evite la manipulación o interferencia maliciosa. Esto significa que, además de la lámpara en sí, se debe proteger todo el circuito desde la fuente (compañía eléctrica o generador), a través de los cables, hasta la lámpara y de regreso.
  - Las luminarias deben ser accesibles para que el mantenedor pueda reemplazar las bombillas fundidas lo más rápido posible y limpiar las luminarias periódicamente. Sin embargo, deben estar protegidos o de alguna manera hacerse inaccesibles a la manipulación.
  - Se debe asegurarse de que la caja del medidor eléctrico esté bloqueada o inaccesible, o que se encienda las luces desde una línea diferente.
  - Las líneas eléctricas y de control, cuando estén en el exterior o sean vulnerables, deben enterrarse bien bajo tierra (preferiblemente en conductos) o a una altura de al menos 8 metros (unos 24 pies).
  - Idealmente, se deben usar varios circuitos para evitar un cortocircuito o corte accidental o malicioso que provoque que falle toda la iluminación.

## Uso

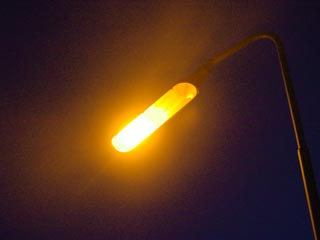
Una lámpara de vapor de sodio. Este tipo se utiliza a menudo como iluminación de seguridad.

La iluminación de seguridad se puede utilizar en entornos residenciales, comerciales, industriales, institucionales y militares. Algunos ejemplos de iluminación de seguridad incluyen reflectores y luces de vapor de sodio de baja presión. La mayoría de las luces destinadas a permanecer encendidas toda la noche son lámparas de descarga de alta intensidad, ya que tienen una buena eficiencia energética, lo que reduce el costo de funcionamiento de una lámpara durante períodos tan prolongados.
Una desventaja de las lámparas de sodio de baja presión es que el color es amarillo puro, por lo que la escena iluminada se ve sin diferenciación de color. En consecuencia, también se utilizan lámparas de vapor de sodio de alta presión (todavía amarillentas, pero más cercanas al blanco dorado), a costa de mayores gastos de funcionamiento y mayor contaminación lumínica. Las lámparas de sodio de alta presión también tardan un poco más en volver a encenderse después de un corte de energía.
La iluminación de seguridad basada en LED es cada vez más popular debido a su bajo consumo eléctrico (en comparación con las tecnologías de iluminación que no son LED), su larga vida útil y las opciones para diferentes gamas de colores.
Otras luces pueden ser activadas por sensores como sensores infrarrojos pasivos (PIR), encendiéndose solo cuando se acerca una persona (u otro mamífero). La activación del sensor PIR puede aumentar tanto el efecto disuasorio (ya que el intruso sabe que ha sido detectado) como el efecto de detección (ya que una persona se sentirá atraída por el aumento repentino de la luz). Algunas unidades PIR se pueden configurar para hacer sonar un timbre y encender la luz. La mayoría de las unidades modernas tienen una fotocélula para que solo se enciendan cuando esté oscuro.
Para reducir la contaminación lumínica, la Asociación Internacional de Cielo Oscuro recomienda el uso de luces de seguridad orientadas hacia abajo que preservan y protegen el ambiente nocturno.
Durante la crisis energética de Sudáfrica, se registraron aumentos en las tasas de robo de metal, allanamiento de morada y robos en áreas afectadas por la pérdida de iluminación de seguridad debido a la pérdida de electricidad en algunas áreas urbanas.

## Limitaciones
Una limitación importante de la utilidad de la iluminación de seguridad es el simple hecho de que solo es útil durante la noche. Esto es especialmente importante para los propietarios de viviendas porque, contrariamente a un mito generalizado, la mayoría de los robos en viviendas se producen durante el día,  cuando los ocupantes están en el trabajo o de compras.
Al igual que con cualquier iluminación, la iluminación de seguridad puede reducir la visión nocturna, lo que dificulta ver las áreas que no están iluminadas o en la sombra. La iluminación no uniforme también puede interferir con los sistemas de vigilancia, ya que el amplio rango dinámico de las cámaras de seguridad puede tener dificultades para adaptarse a los cambios en la intensidad de la luz.